# Volta della Cappella Sistina
(Johann Wolfgang von Goethe)
La volta della Cappella Sistina contiene un celeberrimo ciclo di affreschi di Michelangelo Buonarroti, realizzato nel 1508-1512 è considerato uno dei capolavori assoluti e più importanti dell'arte occidentale. Commissionato da papa Giulio II, fu un'immane sfida per l'artista che, sebbene non sentisse la pittura come la forma d'arte a lui più congeniale, terminò la complessa decorazione di quasi 550 m² in soli quattro anni e senza aiuti.
Il ciclo di affreschi completava iconologicamente le Storie di Gesù e di Mosè realizzate da una squadra di pittori (tra cui Botticelli, Ghirlandaio, il Perugino, Signorelli e Cosimo Rosselli) nel 1481-1482, al tempo di Sisto IV; Michelangelo dipinse infatti sulla volta le storie dell'umanità "ante legem", cioè prima che Dio inviasse le Tavole della Legge a Mosè.

## Storia

### I progetti di Giulio II
Nella primavera 1506 Michelangelo ebbe una clamorosa rottura con papa Giulio II, in occasione della sospensione del grandioso progetto della tomba papale, cui l'artista aveva dedicato numerose energie e aspettative. Giulio II, consigliato forse dall'architetto Bramante che non nascondeva la sua rivalità con Michelangelo, era infatti venuto alla conclusione che occuparsi della propria sepoltura fosse di cattivo auspicio.
Probabilmente in quell'occasione il papa, personalità ambiziosa e amante dell'arte in funzione della politica, aveva già in mente un'altra grandiosa opera da affidare all'artista fiorentino, cioè la ridipintura della volta della Cappella Sistina, già affrescata da Piermatteo d'Amelia con un cielo stellato, all'epoca del suo parente e predecessore Sisto IV. Nel maggio del 1504 infatti una minacciosa crepa nel soffitto, aveva reso inutilizzabile per molti mesi la cappella, in cui si svolgevano le più importanti e solenni celebrazioni della corte papale.
Ma Michelangelo, che ignorava ancora la nuova proposta, appena saputa l'interruzione dei lavori al monumento sepolcrale causata da intrighi tra gli artisti di corte, fuggì da Roma in tutta fretta (18 aprile 1506), riparando a Firenze, dove restò quasi un anno, nonostante i ripetuti richiami del pontefice. Ci vollero ben tre brevi del papa inviate alla Signoria di Firenze e le continue insistenze del gonfaloniere Pier Soderini («Noi non vogliamo per te far guerra col papa e metter lo Stato nostro a risico»), perché Michelangelo prendesse infine in considerazione l'ipotesi della riconciliazione, cogliendo l'occasione del passaggio del pontefice a Bologna (1507), impegnato nella campagna militare contro i Bentivoglio.

### La commissione

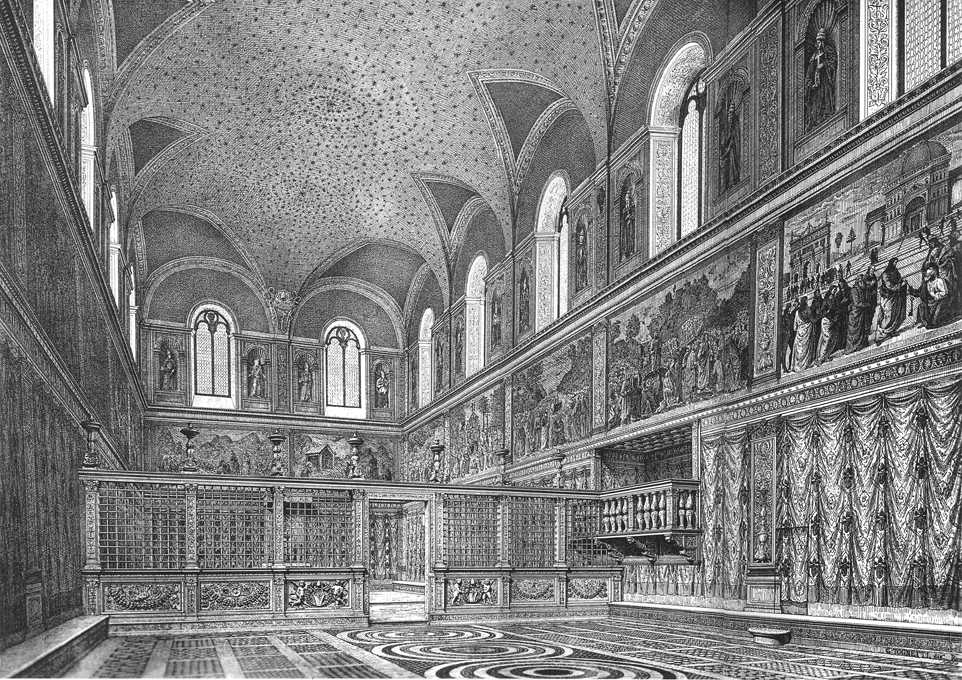
Ricostruzione dell'aspetto della Sistina prima degli interventi di Michelangelo, stampa del XIX secolo

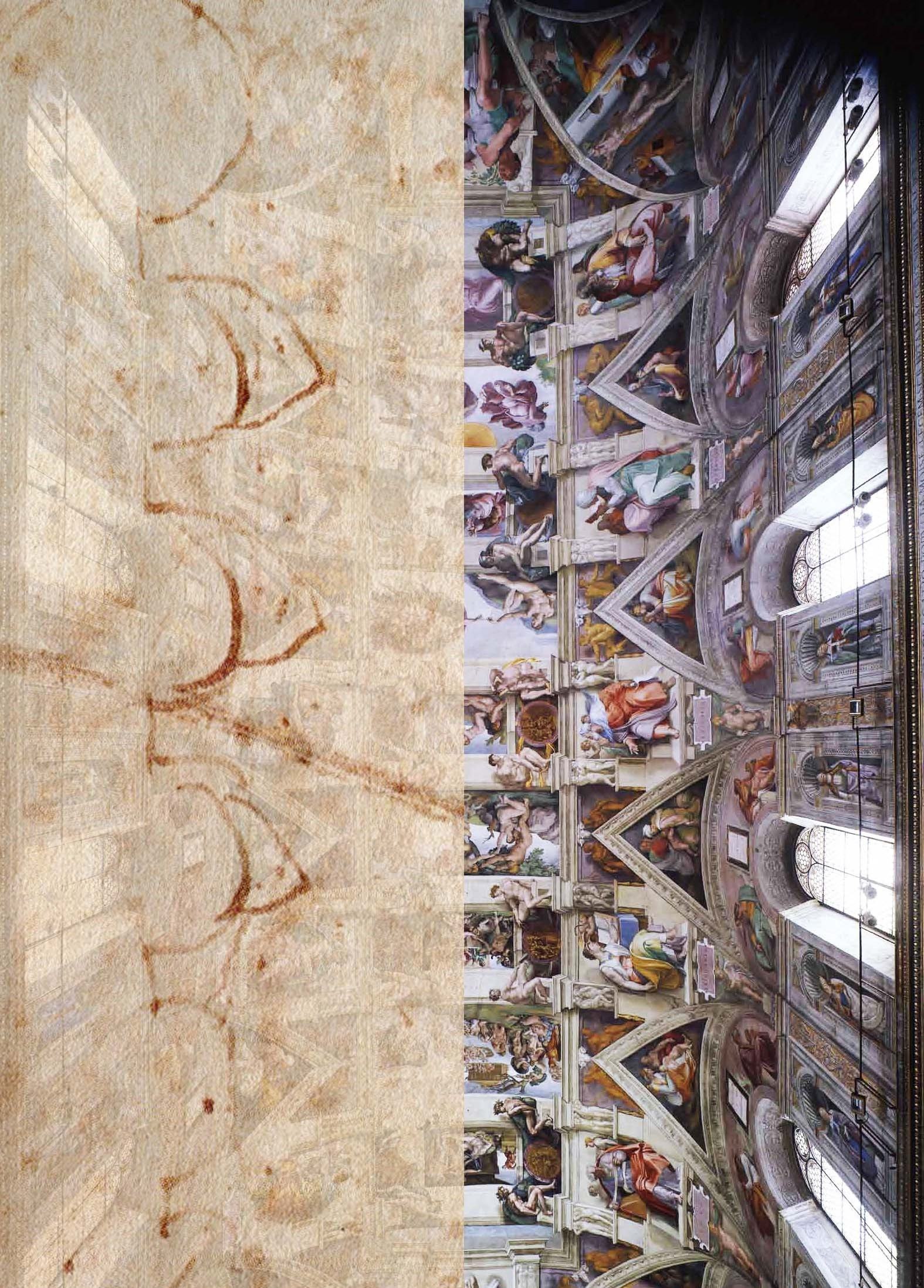
Confronto tra lo schizzo di Michelangelo del profilo architettonico della Volta Sistina (Archivio Buonarroti, XIII, 175v) e una veduta dal basso della volta tratto da un recente studio

Michelangelo doveva conoscere il nuovo progetto, almeno dal 1506, quando ricevette una lettera dal carpentiere e capomastro fiorentino Piero di Jacopo Rosselli (datata 10 maggio) in cui gli veniva raccontata una cena svolta pochi giorni prima nel Palazzo Apostolico. In quell'occasione papa Giulio II avrebbe rivelato a Bramante e ad altri convitati l'intenzione di affidare a Michelangelo la ridipintura della volta della Sistina, ma l'architetto urbinate aveva risposto sollevando dubbi sulle reali capacità del fiorentino, scarsamente esperto nell'affresco. Rosselli scattò allora in una difesa del conterraneo Michelangelo, avvisandolo poi e raccomandandosi di accettare la commissione. La lettera, che smentisce le voci secondo cui fu lo stesso Bramante a suggerire al papa il progetto per Michelangelo cercando di screditarlo (avallate dai biografi di Michelangelo), testimonia però come effettivamente esistesse la rivalità tra gli artisti della corte pontificia, i quali, sempre alla ricerca del favore del pontefice, non volevano perdere occasioni per arricchirsi lavorando in progetti grandiosi che rivaleggiavano l'uno con l'altro, essendo la disponibilità di fondi, per quanto immensa, non infinita.
Inoltre dalla lettera si immaginano i dubbi e le difficoltà paventate da Michelangelo nell'imbarcarsi in un'opera che non gli era congeniale, in quanto non molto avvezzo alla tecnica dell'affresco: egli aveva sì potuto ben osservarla durante il suo apprendistato nella bottega del Ghirlandaio (1487-1488 circa), ma non la praticava da anni, ritenendosi a pieno titolo uno scultore, piuttosto che un pittore.
In definitiva però Michelangelo, da persona ambiziosa com'era, decise di accettare la commissione, riconoscendovi l'occasione di dimostrare la sua capacità di superare i limiti, con il diretto confronto coi grandi maestri fiorentini presso i quali si era formato (a partire proprio da Ghirlandaio)
Tutti gli indizi paiono confermare la tesi che l'artista accettò l'incarico non tanto malvolentieri come i suoi biografi (Condivi e Vasari) lasciano immaginare, mossi piuttosto da intenti di autodifesa dettati dallo stesso Michelangelo, desideroso innanzitutto di discolparsi dalle accuse e le polemiche relative ai ritardi nella creazione della tomba di Giulio II, nonché di avallare il proprio mito di artista capace di trionfare contro le più difficili avversità.
L'incarico venne formalizzato a Roma tra il marzo e l'aprile 1508 e in un'annotazione del 10 maggio di quell'anno Michelangelo registrò di aver ottenuto un primo acconto di cinquecento ducati per l'impresa, "per la quale comincio oggi a lavorare": si trattava sicuramente di disegni preparatori, poiché i necessari aiutanti per la fase operativa non vennero richiesti che in autunno.

### La definizione del soggetto

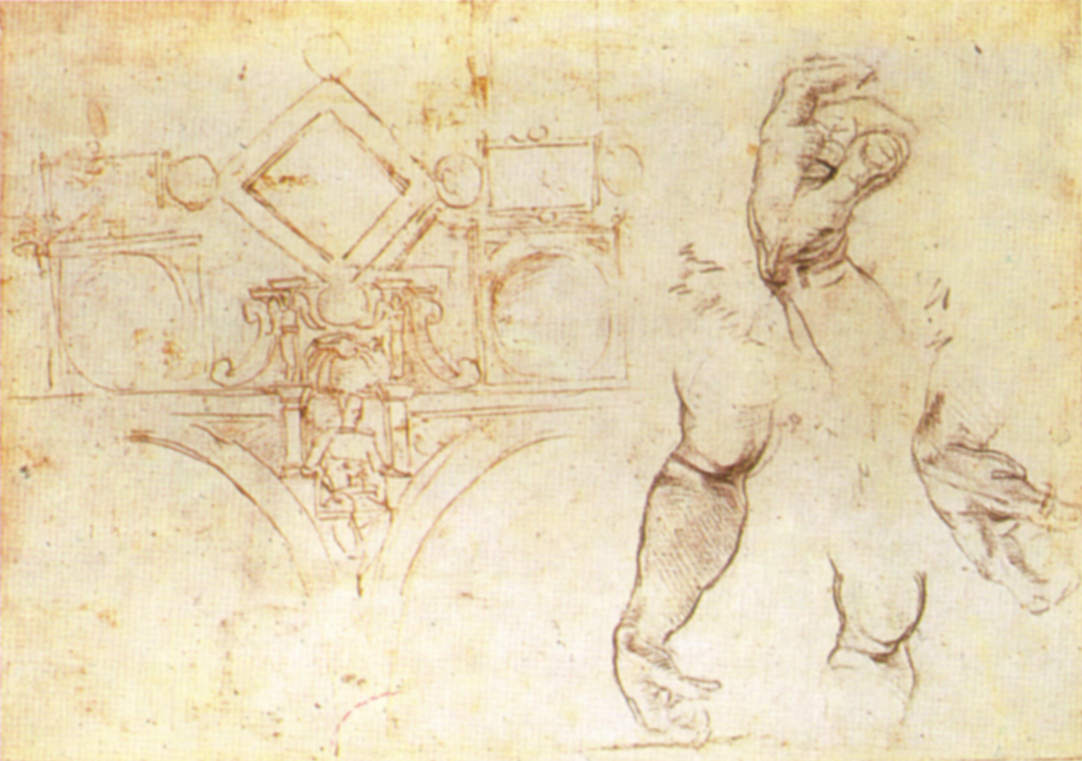
Il foglio del British Museum col disegno di un apostolo e del primo progetto di partitura della volta

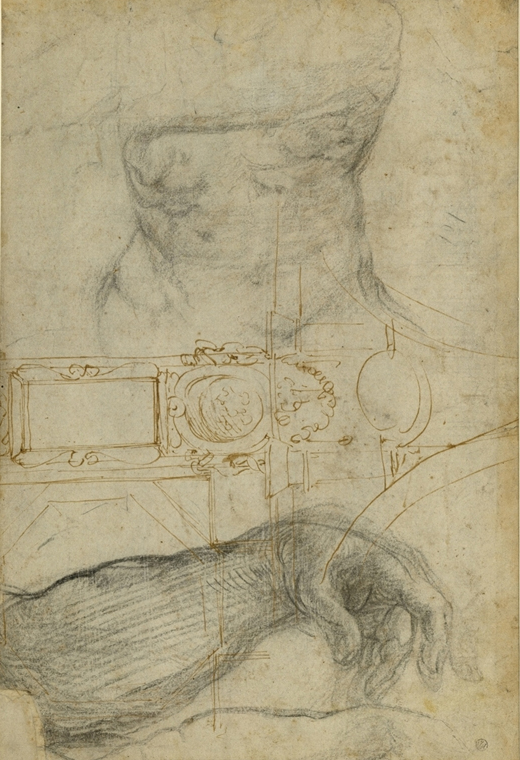
Il foglio di Detroit con la prima partitura prevista per la volta della Sistina

Il progetto iniziale prevedeva la rappresentazione dei Dodici Apostoli sui "peducci" della volta (dove oggi sono i troni dei Veggenti), mentre nel campo centrale partimenti con decorazioni geometriche. Di questo progetto parlò Michelangelo più tardi, in una lettera del 1523 a Gian Francesco Fattucci, e ne rimangono due disegni preparatori, uno al British Museum e uno a Detroit: il primo mostra i dodici apostoli in troni entro nicchie sui peducci dove poi vennero affrescati i Veggenti; il secondo mostra uno studio per le nicchie, che erano collegate attraverso la volta da un sistema di elementi decorativi (ovali e figure addossate nell'atto di reggere cornici) che simulavano degli arconi trasversali; tra questi ultimi si trovavano vasti rettangoli con cornici ottagonali.
Insoddisfatto ("dissi al papa come facendovi gli Apostoli soli, mi pareva che riuscissi cosa povera [...] perché furon poveri anche loro"), l'artista ottenne di poter ampliare il programma iconografico, a proprio piacimento, raccontando la storia dell'umanità "ante legem" e ponendosi così in continuazione coi soggetti degli affreschi alle pareti.
Il complesso progetto iconografico venne sicuramente elaborato con la collaborazione, oltre che del committente, dei consiglieri e teologi della corte papale, tra cui forse il cardinale e teologo francescano Marco Vigerio e il coltissimo vicario generale degli Agostiniani Egidio da Viterbo. Si trattava di un'elaborazione del primo schema, con l'accentuarsi del motivo degli arconi e un maggiore spazio riservato ai riquadri da essi scanditi (senza cornici ottagonali), in cui vennero poi collocate le Storie. Al posto degli statici putti reggi-targa vennero poi sviluppati i più dinamici "Ignudi". Profeti, sibille, ignudi, registri sovrapposti: in definitiva si trattò di un riaffiorare di idee e motivi del primo progetto della tomba di Giulio II.
Michelangelo evitò la via degli scorci illusionistici, già percorsa da Melozzo, Mantegna e Bramante, e quella della partitura all'antica, cercando però una contaminazione tra i due sistemi. Dopotutto la dimensione della cappella impediva la selezione di un punto di vista privilegiato, su cui calibrare scorci adattati, per cui a Michelangelo non restò altro che tracciare figure come se fossero frontali, davanti all'occhio dello spettatore, aiutato però dalla forma ricurva della volta. Ciò rese una perfetta unità strutturale e una nitida articolazione delle parti, grazie sia alle architetture dipinte sia ai rapporti dimensionali, gestuali e ritmici tra le figure, soprattutto quelle non coinvolte nelle scene narrative (Ignudi e Veggenti).

### Fasi iniziali
I primi mesi vennero occupati dai disegni preparatori (schizzi e cartoni), la costruzione del ponte e la preparazione delle superfici da affrescare, della quale si occupò il maestro Piero Rosselli, già autore della citata lettera del 10 maggio 1506. Il 10 giugno 1508 i lavori dovevano già procedere, poiché il cerimoniere pontificio Paris de Grassis registrò come le cerimonie liturgiche nella cappella erano state disturbate dalla caduta di polvere causata da costruzioni nella parte alta della cappella. Il 27 luglio il Rosselli era pagato a saldo.
Per essere in grado di raggiungere il soffitto, Michelangelo necessitava di un'impalcatura, che permettesse anche il contemporaneo svolgersi delle attività religiose e cerimoniali nella cappella. I primi ponteggi vennero ideati proprio dal rivale Bramante, che ideò una speciale impalcatura, sospesa in aria per mezzo di funi. Michelangelo, che nelle sue lettere e negli scritti dei biografi non manca occasione per screditare e mettere in dubbio le capacità artistiche dei suoi rivali (Bramante e Raffaello in primis), giudicò la struttura del tutto inadeguata, poiché avrebbe lasciato dei buchi nel soffitto una volta completato il lavoro, rifacendo completamente il ponteggio di mano sua.

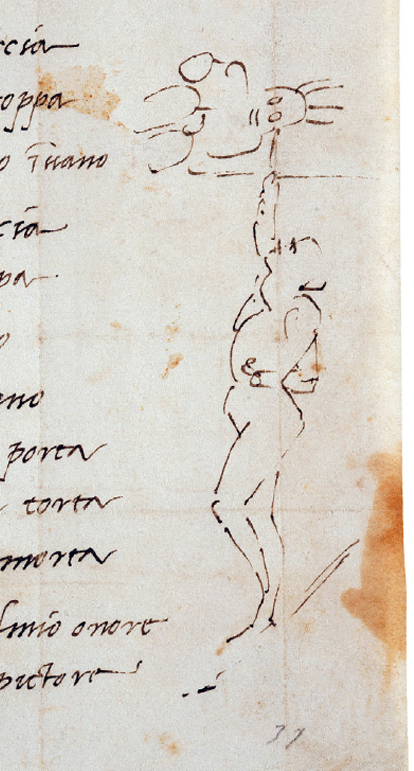
Ai lati di un sonetto, Michelangelo si ritrasse nella posizione in cui era solito dipingere la volta (Casa Buonarroti, Firenze)

Ricostruì così un'impalcatura da sé, in legno. Il ponteggio di Michelangelo, tanto lodato da Vasari, in realtà si basava su un adattamento di un sistema già in uso per la gittata delle volte: sei coppie di capriate reggevano un'impalcatura pensile a "gradoni", appesa a sostegni ricavati da fori nei muri della parte alta, vicino alle finestre, che permetteva di lavorare alle varie superfici ora in posizione orizzontale, ora verticale, ora trasversale. Annotò polemicamente il Condivi che l'esempio di Michelangelo «fu cagione d'aprir gli occhi a Bramante et di imparar il modo di far un ponte; il che poi nella fabrica di San Pietro molto gli giovò»
In pratica, con questa struttura Michelangelo risolse il problema dell'altezza e della mobilità, ma non quello della comodità: lo testimoniò lui stesso raffigurandosi nell'atto di dipingere la volta, accanto ad un componimento in versi che, "tradotto" in italiano moderno, recita:
Sono teso come un arco.
Mi è già venuto il gozzo,
il ventre me lo sento in gola, i, lombi mi sono entrati nella pancia,
non vedo dove metto i piedi
e il pennello mi gocciola sul viso.
Tra la fine d'agosto e i primi di settembre del 1508 Michelangelo fece arrivare da Firenze una serie di aiuti, tra i quali l'amico Francesco Granacci, Giuliano Bugiardini, Aristotile da Sangallo e altri i cui nomi si incontrano solo in quest'occasione, elencati da Vasari: si tratta di aiuti provenienti dalle botteghe fiorentine di Ghirlandaio o di Cosimo Rosselli. Secondo lo storico aretino, Michelangelo ebbe con loro contrasti poiché insoddisfatto del loro lavoro, licenziandoli in maniera brusca. In realtà pare che se un certo Jacopo di Sandro se ne andò contrariato da Roma nel gennaio del 1509, altri arrivarono successivamente, come Jacopo di Lazzaro detto l'Indaco Vecchio, mentre dal carteggio e dai Ricordi di Michelangelo pare che rimase Aristotile da Sangallo, pratico anche in architettura e prospettiva. Inoltre con alcuni di loro, quali il Bugiardini e il Granacci, l'artista mantenne buoni rapporti anche in seguito, impensabili se il racconto vasariano della "cacciata" fosse vero. Studi stilistici hanno riscontrato la presenza di interventi collaborativi almeno fino al gennaio del 1511, dopodiché l'artista pare che continuò in solitaria. In ogni caso essi lavorarono in assoluto subordine rispetto a Michelangelo, senza libertà d'azione rispetto alle scene da rappresentare, con cartoni molto dettagliati da seguire. Già dalle scene del Peccato originale e cacciata dal paradiso terrestre e della Creazione di Eva si nota una drastica riduzione del numero delle giornate (da dodici/tredici a quattro) e gli Ignudi, anziché dopo le scene centrali, iniziarono ad essere dipinti per primi: sono chiari indizi della drastica riduzione degli aiuti. In quel momento gli aiuti fiorentini dovettero essere licenziati, lasciando il posto ad altri dediti alle incombenze più modeste come la preparazione dei colori e degli intonaci.
Il lavoro, di per sé massacrante, era aggravato dall'insoddisfazione di sé tipica dell'artista, dai ritardi nel pagamento dei compensi e dalle continue richieste di aiuto da parte dei familiari.
Le prime fasi della decorazione furono rese difficoltose anche da inconvenienti di ordine tecnico, legati alla comparsa di muffe, ricordate da Condivi e Vasari e comprovate in occasione del restauro: in pratica Michelangelo aveva usato una malta di calce e pozzolana troppo acquosa, in luogo di quella consueta con calce e sabbia. Per riparare l'inconveniente Michelangelo dovette rimuovere l'intonaco e ricominciare da capo, usando però una nuova miscela creata da uno dei suoi assistenti, Jacopo l'Indaco, su suggerimento di Antonio da Sangallo, che asciugava più lentamente ma aveva una migliore tenuta.
La sensazione di essersi cimentato in un'impresa in cui non era sufficientemente esperto e le difficoltà iniziali portarono l'artista a una profonda scontentezza, che manifestò in una lettera al padre del 27 gennaio 1509: «Questa è la dificultà del lavoro, e ancora el non esser mia professione. E pur perdo il tempo mio senza fructo. Idio m'aiuti».
Se il fatto che l'artista dovette lavorare sdraiato è forse una leggenda, sicuramente le sue condizioni di lavoro dovettero essere molto dure: la poca luce che filtrava attraverso le finestre e le impalcature era incrementata dall'illuminazione incerta e poco omogenea di candele e lampade; il capo doveva essere tenuto all'indietro, causando "grandissimo disagio", tanto che quando scese Michelangelo "non poteva leggere né guardar disegni se non all'insù, che gli durò parecchi mesi".

### La scopertura parziale

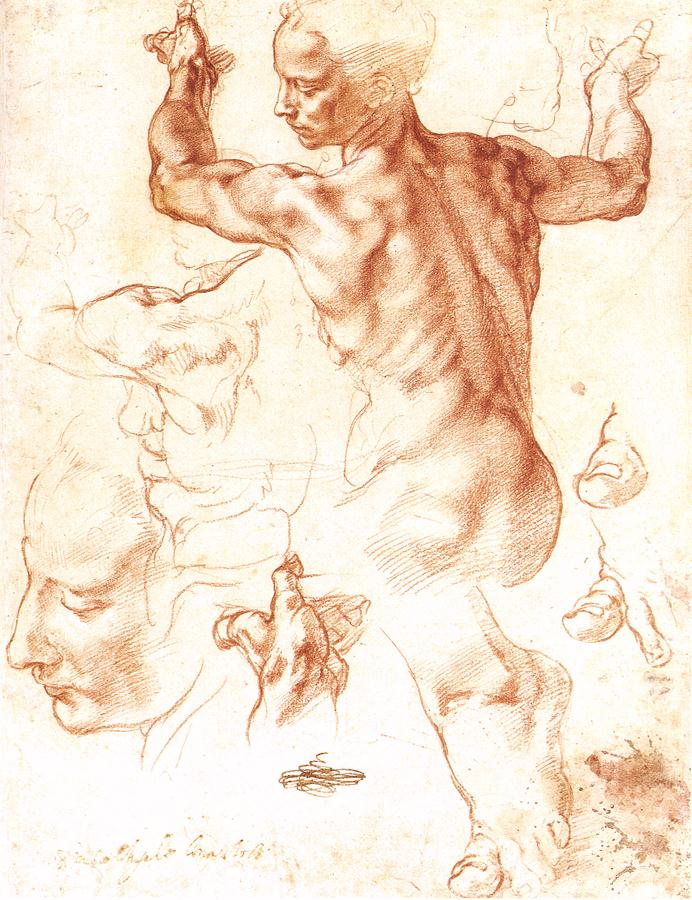
Studio per la Sibilla Libica

L'impalcatura doveva coprire solo metà della cappella, quindi quando il lavoro nella parte iniziale fu terminato occorreva smontarla e ricostruirla nell'altra metà. E in tale occasione si procedette a una prima osservazione del risultato.
Lettere di Michelangelo datate tra il 1509 e il 1510 lasciano intendere un'imminente scopertura del ciclo, arrivato a una parziale finitura dalla porta "fin a mezzo della volta", quindi relativa alle ultime storie della Genesi in ordine di lettura, quelle con le tre storie di Noè. L'agosto del 1510 segnava inoltre un periodo di ristrettezze economiche per le casse papali, vessate dalla campagna militare del papa contro i Francesi: a settembre Michelangelo scriveva al padre come il papa è lontano e non ha lasciato ordine a nessuno né di pagarlo per la metà fatta, né di dargli l'anticipo per la seconda parte.
Qualche settimana dopo Michelangelo partiva per Bologna per cercare il papa, e vi ritornò anche a dicembre, senza riuscire ad ottenere quello che cercava.
Solo nel giugno 1511 il papa tornò a Roma e fece smontare le impalcature per vedere anche il risultato ottenuto. Il Diario del cerimoniere Paride Grassi registra che tra il 14 e il 15 agosto 1511, festa dell'Assunta (a cui è dedicata la cappella), il papa si recò nella Sistina "a vedere le nuove pitture da poco scoperte".
L'occasione fu preziosa per Michelangelo che poté vedere la volta dal basso nel suo complesso e senza i ponteggi. Accortosi di aver troppo gremito le scene di personaggi di scala non grandissima, poco leggibile dai tredici metri che separano il soffitto dal pavimento, ripensò il proprio stile per gli affreschi successivi: nel Peccato originale e cacciata dal paradiso terrestre e nella Creazione di Eva la raffigurazione divenne più spoglia, con corpi più grandi e massicci, gesti semplici ma eloquenti, accentuando maggiormente la grandiosità e l'essenzialità delle immagini, rarefacendo ogni riferimento al paesaggio circostante. Nel complesso comunque le variazioni stilistiche non si notano, anzi vista dal basso la volta ha aspetto perfettamente unitario, dato anche dall'uso di un'unica, violenta cromia, riportata alla luce dal restauro concluso nel 1994.
Appare chiaro che, per la forma dei ponteggi, la pittura della volta dovette procedere dalla parete della porta verso quella dell'altare, occupandosi di una campata per volta: oltre al riquadro centrale Michelangelo dipingeva i relativi Veggenti, gli Ignudi ove presenti e le relative vele e lunette. Appare ormai superata l'ipotesi di Charles de Tolnay secondo cui queste ultime vennero nel corso dell'ultimo anno, con un ponteggio speciale.

### Conclusione dei lavori
(Giorgio Vasari, Le vite de' più eccellenti pittori, scultori e architettori, Vita di Michelagnolo Buonarruoti fiorentino, pittore, scultore et architetto, 1568.)

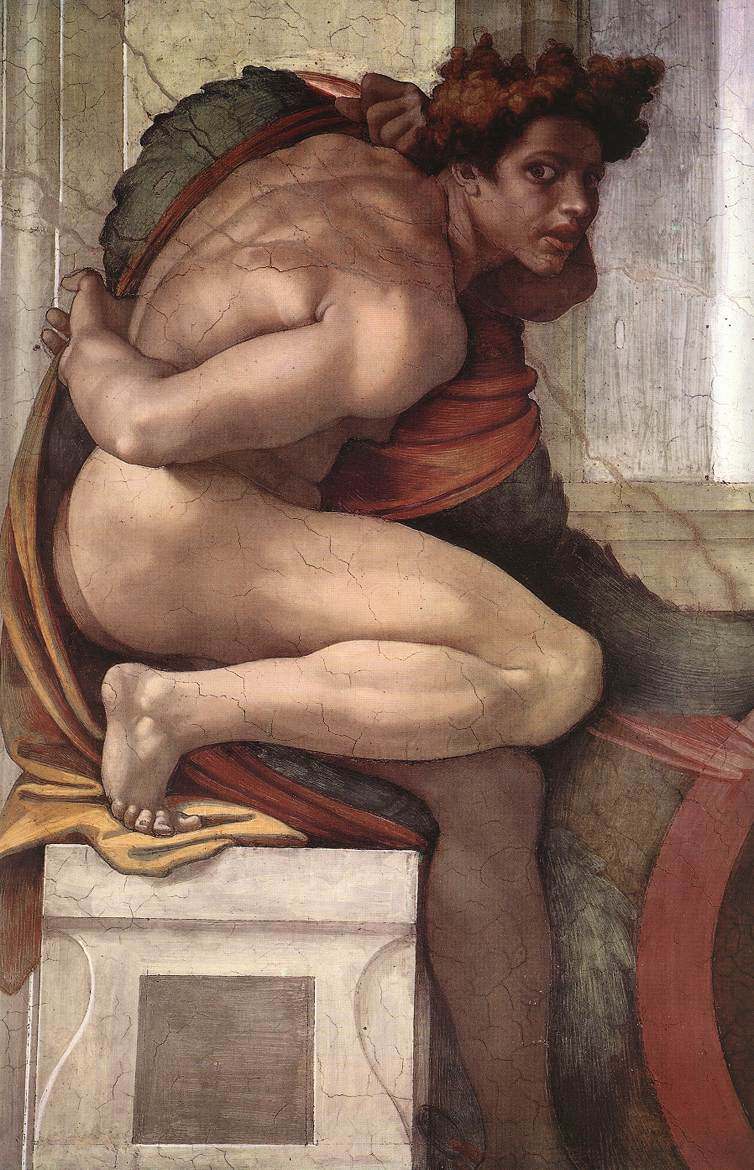
Ignudo

Nell'ultimo anno Giulio II divenne sempre più impaziente, obbligando il Buonarroti a un ritmo frenetico per avvicinare la conclusione. Gli ultimi affreschi mostrano uno stile più conciso e con alcuni dettagli semplificati, ma non per questo meno efficaci. A ottobre del 1512 Michelangelo scrisse al padre che «io ò finitta la cappela che io dipignevo: el papa resta assai ben sodisfato, e l'altre cose non mi riescono a me come stimavo; incolpone e' tempi, che sono molto contrari all'arte nostra».
Sempre dal diario del De Grassis si apprende che, alla vigilia di Ognissanti del 1512, il 31 ottobre, gli affreschi vennero solennemente scoperti e la cappella riaperta.
Osservando gli affreschi artista e committente pensarono di terminarli con l'aggiunta di finiture a secco (per panneggi e altri dettagli) e dorature, che però non vennero mai eseguite sia per la macchinosità del rimontaggio dei ponteggi sia perché non strettamente necessarie. Vasari riporta uno scambio di battute a proposito tra papa Giulio e Michelangelo: «il Papa vedendo spesso Michelagnolo gli diceva: "Che la cappella si arrichisca di colori e d'oro, ché l'è povera". Michelagnolo con domestichezza rispondeva: "Padre Santo, in quel tempo gli uomini non portavano addosso oro, e quegli che son dipinti non furon mai troppo ricchi, ma santi uomini, perch'egli sprezaron le ricchezze"».
In definitiva, la difficile sfida poté dirsi pienamente riuscita, oltre ogni aspettativa. I giudizi sul risultato furono subito entusiasti. Vasari lodò la naturalezza nel disporre le figure umane, il virtuosismo prospettico, l'intensità spirituale, l'agilità del disegno.
Tutti gli artisti presenti a Roma andarono a vedere la stupefacente opera di Michelangelo. Tra questi Raffaello, che decise di ritrarre il Buonarroti (col suo stesso stile) nella figura di Eraclito tra i filosofi in primo piano della Scuola di Atene, Perin del Vaga, Pontormo, Rosso Fiorentino, Domenico Beccafumi. Non si fecero tardare però neanche le critiche di carattere, ben prima di quelle rivolte al Giudizio, soprattutto all'epoca del papa "batavo" Adriano VI che, come ricorda Vasari, «già aveva cominciato [...] (forse per imitare i pontefici de' già detti tempi) a ragionare di volere gettare per terra la capella del divino Michelagnolo, dicendo ell'era una stufa d'ignudi. E sprezzando tutte le buone pitture e le statue, le chiamava lascivie del mondo, e cose obbrobriose et abominevoli».

### Vicende successive

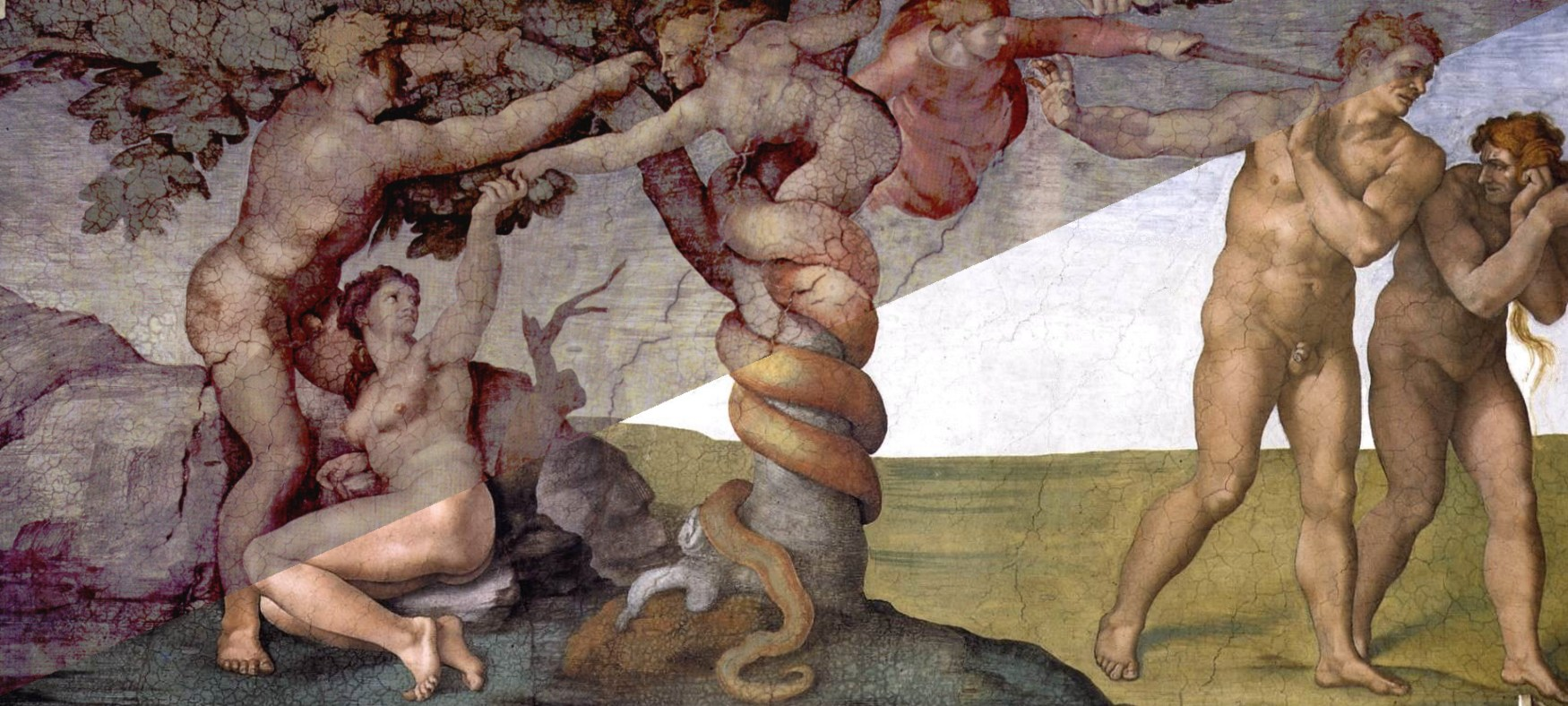
Immagine composita del Peccato originale e cacciata dal paradiso terrestre che mostra la differenza tra prima e dopo il restauro

Nel 1534 Michelangelo tornò a lavorare nella Sistina con un'altra impresa colossale, il Giudizio universale che occupa l'intera parete dietro l'altare. Per realizzarlo vennero sacrificate due storie quattrocentesche, l'Assunta del Perugino e due lunette di Michelangelo.
Nel 1543 venne istituito un "pulitore" ufficiale degli affreschi della Sistina e nel 1565, in seguito a dei cedimenti, si registrarono i primi interventi di restauro. Di nuovo si ebbero interventi nel 1625, nel 1710, nel 1903-1905 e nel 1935-1936. In occasione di uno di questi lavori, molto probabilmente quello del 1710, si stese sulla volta una vernicetta a base di colla animale, che presto finì per appannare gravemente l'intero ciclo, compromesso anche dalle infiltrazioni d'acqua, dal fumo delle candele e da altre cause.
Nel tempo le valutazioni sulla qualità di "gran colorista" di Michelangelo vennero influenzate dal sudiciume, arrivando a far parlare di "monotonia marmorea", ripresa dalla scultura, e artista "tenebroso". In realtà, come ha dimostrato il restauro concluso nel 1994, le tinte sono cristalline e gioiose, con impressionante anticipo rispetto ai migliori pittori del manierismo.

## Descrizione

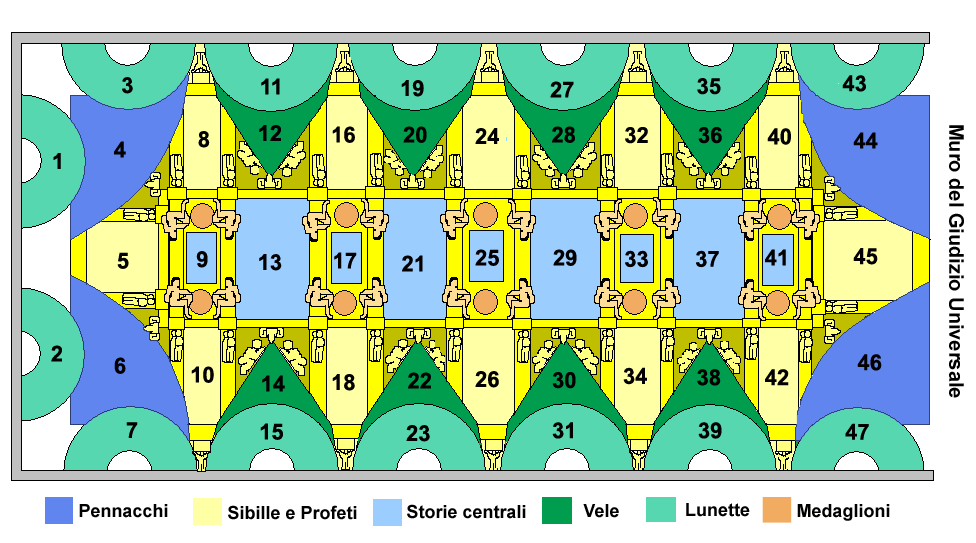
Schema della volta della Cappella Sistina

Michelangelo decorò tutto il registro superiore delle pareti con sedici lunette (di cui due distrutte per far spazio al Giudizio universale, nel 1537-1541) che incorniciano gli archi delle finestre e che si trovano sopra la serie dei ritratti dei primi pontefici entro nicchie (opera dei frascanti quattrocenteschi), ai lati delle finestre stesse.
Per quanto riguarda la volta vera e propria essa è composta innanzitutto da otto vele sopra le lunette dei lati maggiori e quattro pennacchi, agli angoli, sulle lunette dei lati minori e su quelle d'estremità nei lati maggiori. Vele e lunette presentano le quaranta generazioni degli Antenati di Cristo, riprese dal Vangelo secondo Matteo.
Ai lati delle vele si trovano i troni dei Veggenti (Profeti e Sibille) dentro una finta impaginazione architettonica, che comprende plinti con putti-cariatide a monocromo e, negli spazi triangolari ai lati delle punte delle vele, coppie di Nudi bronzei; nella parte inferiore dei pennacchi, sotto l'ipotetico basamento su cui stanno appoggiati i troni, si trovano dei putti che reggono targhe coi loro nomi: essi sono su superfici curve che finiscono ai lati delle lunette.
La fascia centrale della volta è riempita infine con nove Storie della Genesi, inquadrate dalla continuazione delle membrature architettoniche ai lati dei troni, sulle quali sono seduti giovani "ignudi", che reggono ghirlande con foglie di quercia, allusione al casato del papa Della Rovere. Per aumentare la varietà della rappresentazione i riquadri centrali sono di grandezza variabile: a scene che occupano l'intero spazio tra i pilastri sono alternati riquadri più piccoli, incorniciati da medaglioni a monocromi bronzei con storie dell'Antico Testamento, verso i quali sono rivolti gli ignudi. Ogni riquadro minore è così circondato da due coppie di ignudi e due medaglioni.
I diversi elementi sono incessantemente concatenati entro un partito architettonico complesso, che rivela le indubbie capacità di Michelangelo anche in campo architettonico, destinate a rivelarsi pienamente negli ultimi decenni della sua attività. È stato notato che se l'architettura della volta fosse realmente costruita, essa sarebbe enormemente sporgente e incombente, soprattutto se paragonata all'ornamentazione quattrocentesca sottostante, che invece è tutta tesa a sfondare la parete verso l'esterno. L'enorme costruzione michelangiolesca ottiene così l'effetto di un titanico peso, caricato però sulle esili paraste dipinte dei registri sottostanti, che grava addosso allo spettatore minacciando di precipitare, all'insegna di una rappresentazione pittorica tesa e totale, in cui si ha la sensazione inconscia di pericolo per l'entità sovrumana degli sforzi in atto. 
Di grande utilità, per la nitida lettura di ogni elemento, fu il ricorso a una tavolozza brillante, ricchi di cangianti che facilitano la distinzione, anche a grande distanza, di ogni particolare.

### Tema generale

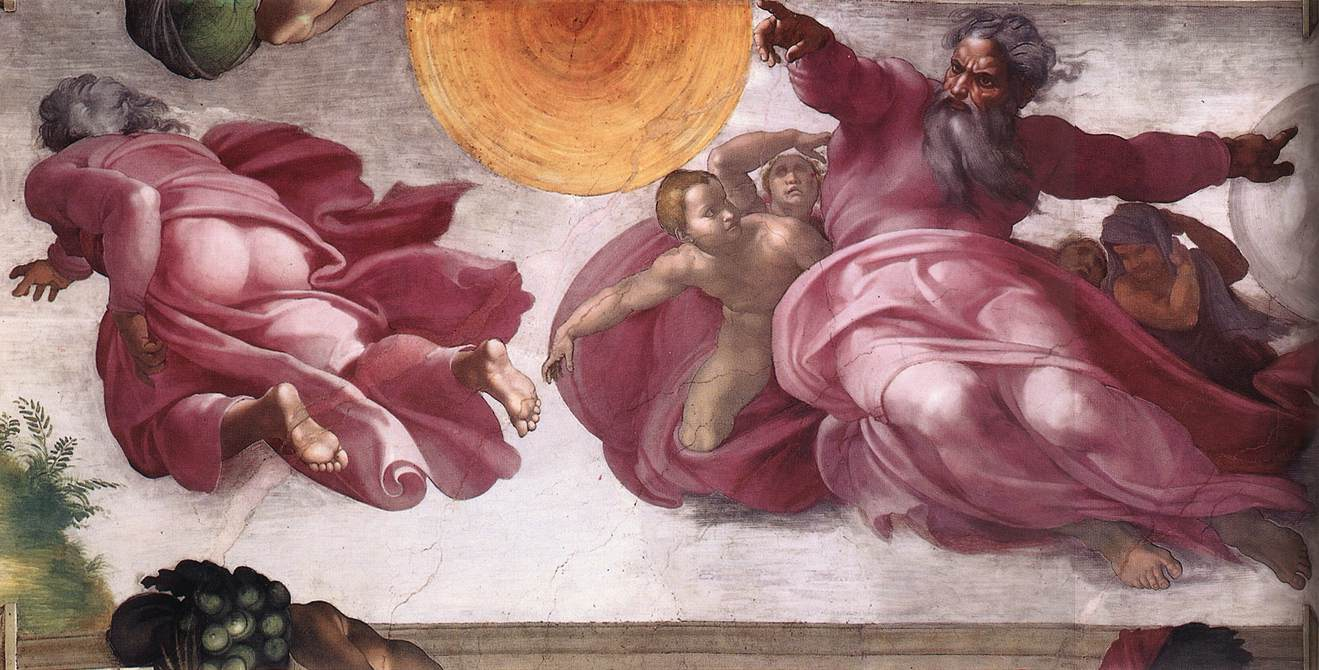
Creazione degli astri e delle piante

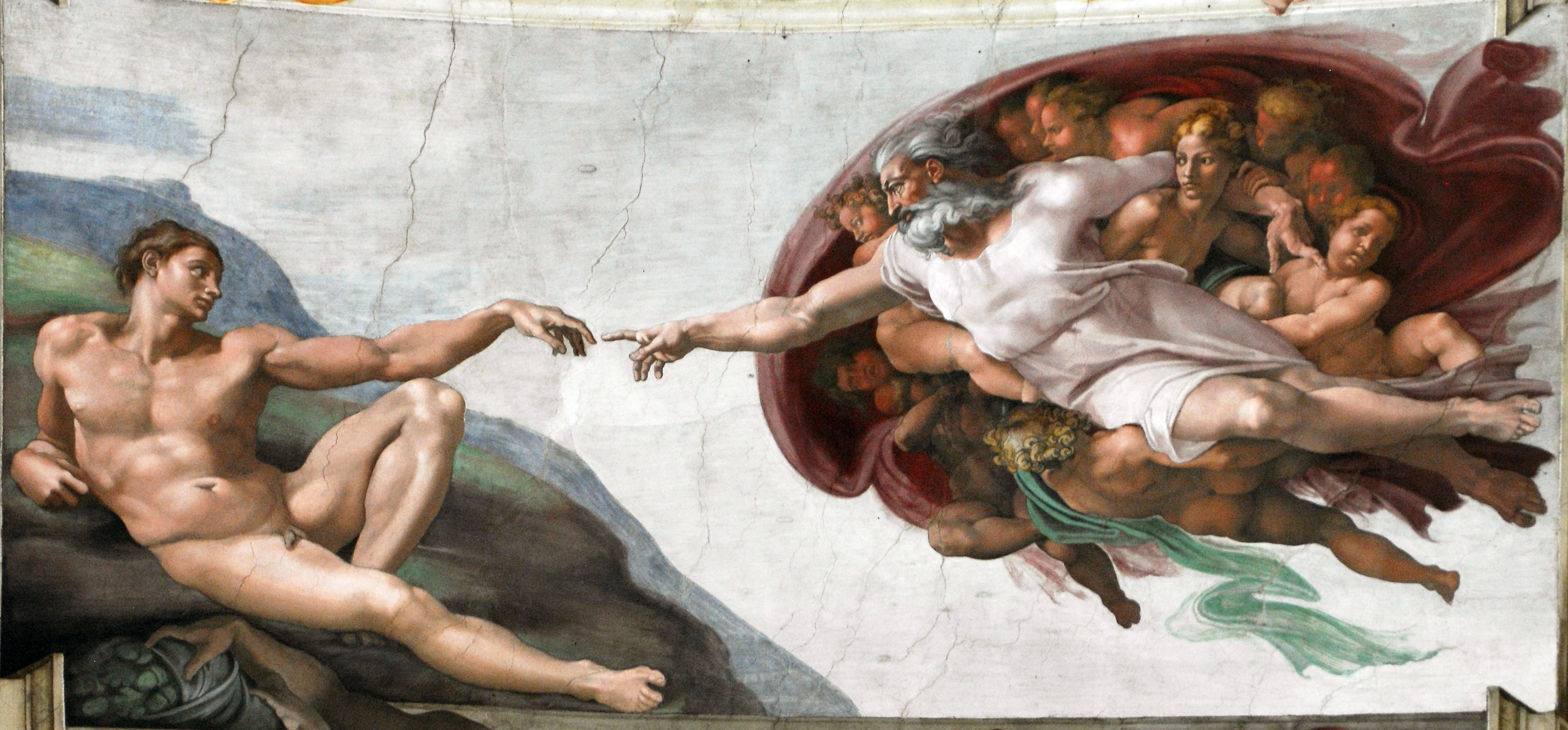
Creazione di Adamo

Il tema generale degli affreschi della volta è il mistero della Creazione di Dio, che raggiunge il culmine nella realizzazione dell'uomo a sua immagine e somiglianza. Con l'incarnazione di Cristo, oltre a riscattare l'umanità dal peccato originale, si raggiunge il perfetto e ultimo compimento della creazione divina, innalzando l'uomo ancora di più verso Dio. In questo senso appare più chiara la celebrazione che fa Michelangelo della bellezza del corpo umano nudo.
Inoltre la volta celebra la concordanza fra Antico e Nuovo Testamento, dove il primo prefigura il secondo, e la previsione della venuta di Cristo in ambito ebraico (con i profeti) e pagano (con le sibille).
Michelangelo, dipingendo le storie della Genesi, invertì l'ordine cronologico degli eventi: iniziò con l'ebbrezza di Noè per arrivare alla rappresentazione dell'Essere Supremo. In ciò seguì un percorso filosofico-teologico che si rifà al neoplatonismo per il quale l'ascesa dell'anima al divino parte dalla dottrina ebraica e cristiana. Giulio Carlo Argan riporta le parole dello studioso Charles de Tolnay: "Il divino appare prima abbozzato nella forma imperfetta dell'uomo imprigionato nel corpo (Noè) per poi progressivamente assumere una forma sempre più perfetta fino a diventare un essere cosmico [...]. Al senso biblico della sua opera volle sovrapporre un nuovo significato, un'interpretazione platonica della Genesi".

### LeStorie della Genesi
I nove riquadri centrali mostrano Storie della Genesi, disposte in ordine cronologico partendo dalla parete dell'altare. La scelta degli episodi venne forse ispirata (secondo E. Steinmann) alle dodici "profezie" intonate dal coro della cappella nel Sabato santo.
1. Separazione della luce dalle tenebre (Genesi 1,1-5[37])
2. Creazione degli astri e delle piante (Genesi 1,11-19[38])
3. Separazione della terra dalle acque (Genesi 1,9-10[39])
4. Creazione di Adamo (Genesi 1,26-27[40])
5. Creazione di Eva (Genesi 2,18-25[41])
6. Peccato originale e cacciata dal paradiso terrestre (Genesi 3,1-13.22-24[42])
7. Sacrificio di Noè (Genesi 8,15-20[43])
8. Diluvio universale (Genesi 6,5-8,20[44])
9. Ebbrezza di Noè (Genesi 9,20-27[45])

Esse sono anche da leggere come prefigurazione del Nuovo Testamento, come suggerisce la presenza dei Veggenti: ad esempio l'Ebbrezza di Noè prefigura il Cristo schernito, il Diluvio il Battesimo, il Sacrificio di Noè la Passione e così via fino alla Separazione della luce dalle tenebre che simboleggia il Giudizio Universale.

### Profeti e Sibille

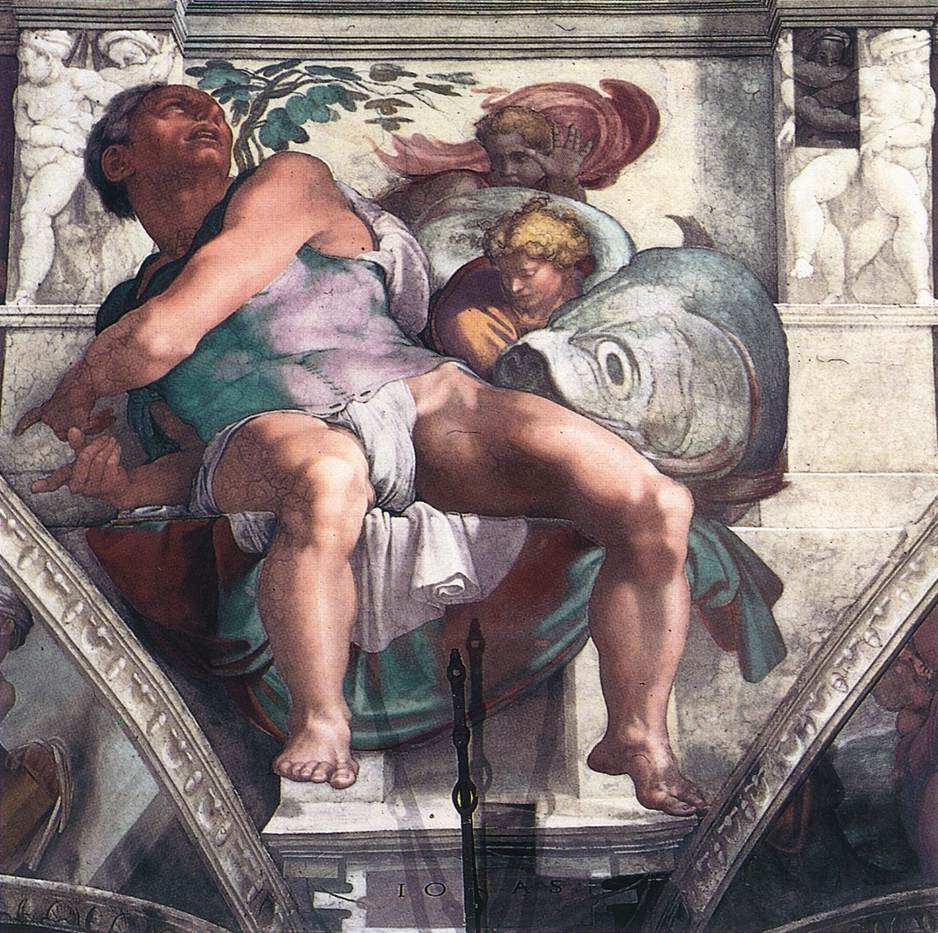
Giona

1. Zaccaria
2. Gioele
3. Sibilla Delfica
4. Sibilla Eritrea
5. Isaia
6. Ezechiele
7. Sibilla Cumana
8. Sibilla Persica
9. Daniele
10. Geremia
11. Sibilla Libica
12. Giona

### Storie dell'Antico Testamento

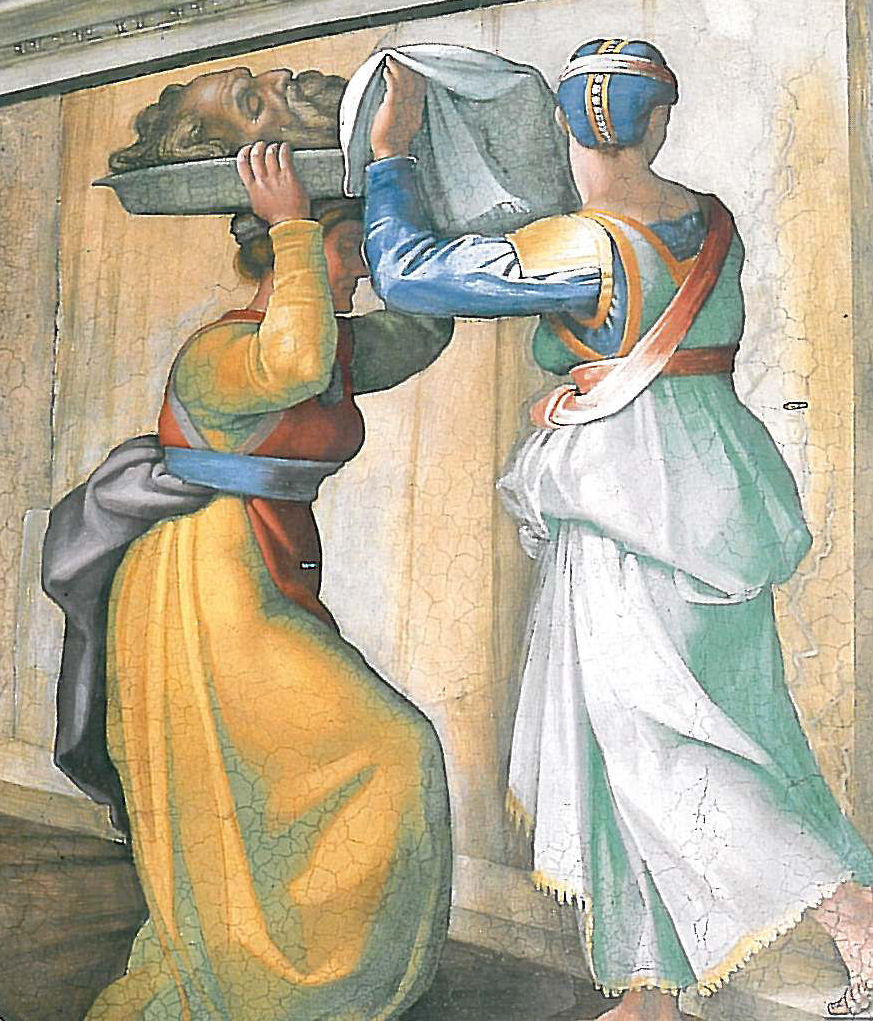
Giuditta con la testa di Oloferne

Nei pennacchi angolari si trovano quattro scene bibliche, che si riferiscono ad altrettanti eventi miracolosi a favore del popolo eletto:
1. Giuditta e Oloferne (Giuditta 13,1-10[46])
2. Davide e Golia (1 Samuele 17,1-54[47])
3. Punizione di Aman (Ester 7,1-10[48])
4. Serpente di bronzo (Numeri 21,1-9[49])

### Antenati di Cristo

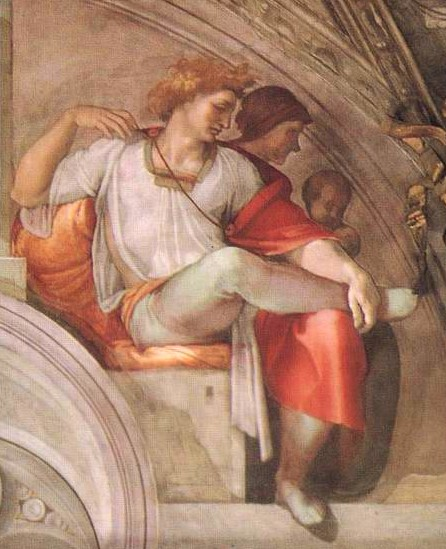
Mattan

Gli Antenati di Cristo si trovano lungo le sedici lunette (due distrutte, quindi oggi quattordici) e le otto vele. Essi rappresentano le quaranta generazioni anteriori a Gesù secondo l'elenco del Vangelo di Matteo e simboleggiano la speranza e l'attesa dell'Incarnazione e della redenzione senza l'illuminazione divina dei Veggenti. 

#### Lunette
1. Eleazar e Mattan
2. Giacobbe e Giuseppe
3. Azor e Sadoc
4. Achim ed Eliud
5. Giosia, Ieconia e Salatiel
6. Zorobabele, Abiud ed Eliachim
7. Ezechia, Manasse e Amon
8. Ozia, Ioatam e Acaz
9. Asaf, Giosafat e Ioram
10. Roboamo e Abia
11. Iesse, Davide e Salomone
12. Salmòn, Booz e Obed
13. Naasson
14. Aminadab
15. Abramo, Isacco, Giacobbe, Giuda (perduta)
16. Fares, Esrom e Aram (perduta)

#### Vele

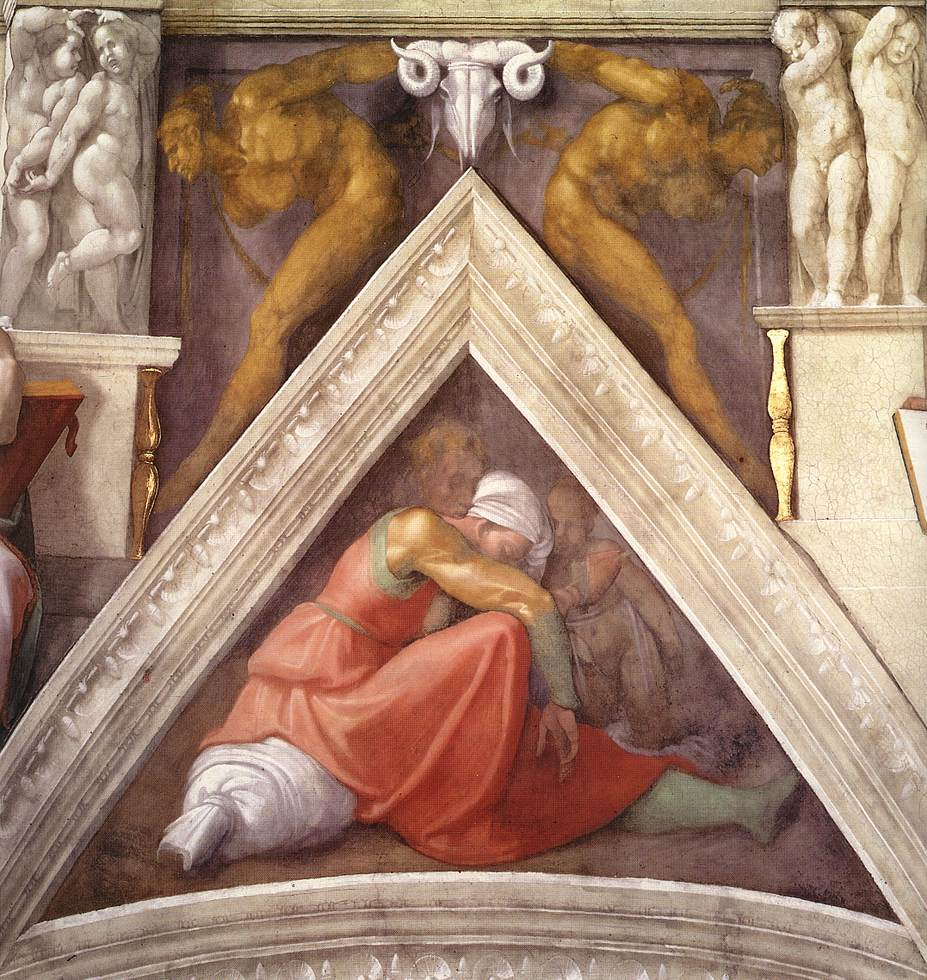
Vela sopra Asaf, Giosafat e Ioram

1. Vela sopra Zorobabele, Abiud ed Eliachim
2. Vela sopra Giosia, Ieconia e Salatiel
3. Vela sopra Ozia, Ioatam e Acaz
4. Vela sopra Ezechia, Manasse e Amon
5. Vela sopra Roboamo e Abia
6. Vela sopra Asaf, Giosafat e Ioram
7. Vela sopra Salmòn, Booz e Obed
8. Vela sopra Iesse, Davide e Salomone

### Ignudi

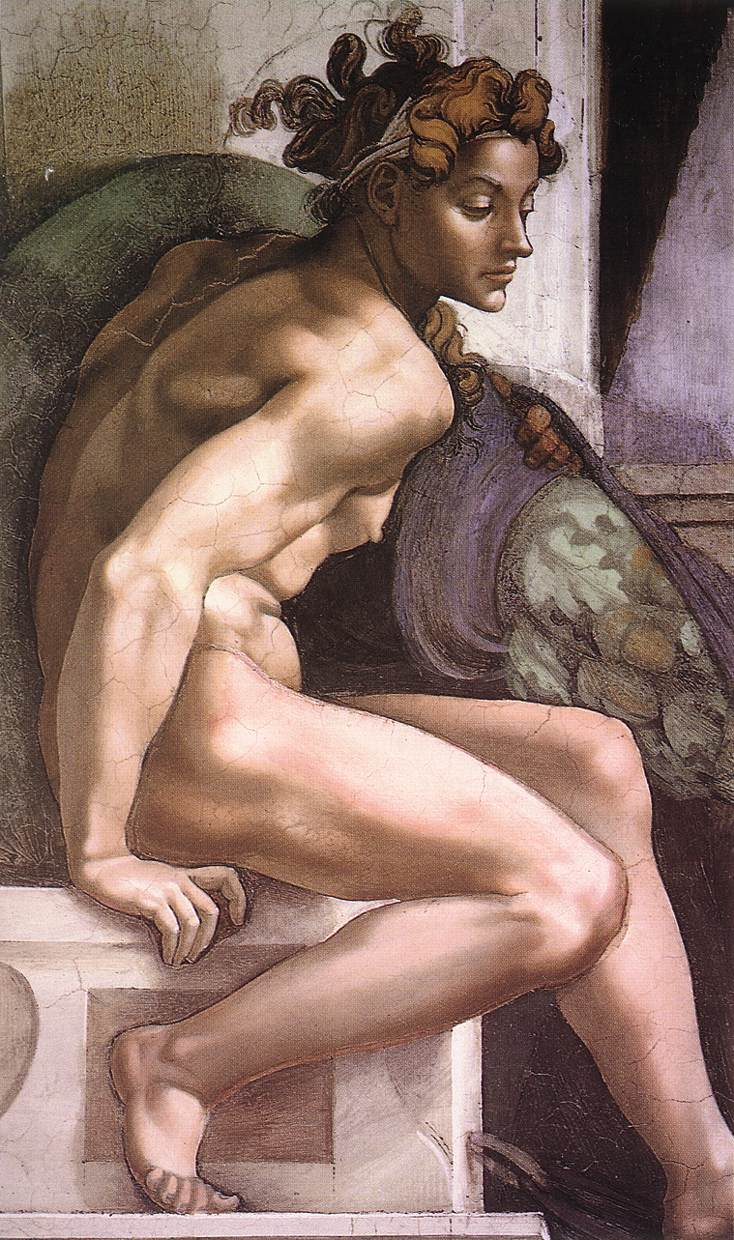
Ignudo

I venti Ignudi contornano i riquadri minori delle Storie. La loro posizione di risalto, benché contenuta nella struttura architettonica dipinta, travalica il semplice ruolo di figure decorative, tanto più la funzione araldica segnalata da Vasari (reggere ghirlande con foglie di quercia che alludono allo stemma Della Rovere). Essi piuttosto appaiono come figure angeliche, nell'accezione di figure intermedie "tra gli uomini e la divinità" (Charles de Tolnay). Essi inoltre hanno quella bellezza che, secondo le teorie rinascimentali come la famosa Oratio de hominis dignitate di Giovanni Pico della Mirandola, è unita all'esaltazione delle facoltà spirituali e pone l'uomo al vertice della Creazione, fatto "a immagine e somiglianza" di Dio.

### Altro
La decorazione della volta è completata da alcuni soggetti minori, che, pur nella loro secondarietà, sono sempre di mano del maestro o, nel caso di ricorso ad allievi nella prima fase del ciclo, vennero comunque disegnati da lui. Tra questi soggetti riempitivi si contano i medaglioni con storie bibliche, retti dagli Ignudi, i nudi bronzei, che riempiono gli spazi triangolari tra le vele e i riquadri principali, i putti-cariatide, sui troni dei Veggenti, e i putti reggitarga, sotto ciascun profeta o sibilla (tranne sotto Giona e sotto il profeta Zaccaria, dove si trova lo stemma Della Rovere).

## Stile
La scopertura parziale del ciclo a metà consentì a Michelangelo di vedere il proprio lavoro dal basso, facendogli prendere la decisione di aumentare la scala delle figure, con scene meno affollate ma di maggiore effetto dal basso, ambientazioni più spoglie, gesti più eloquenti, meno piani di profondità.
Tornato all'opera, l'energia e la "terribilità" delle figure viene estremamente accentuata, dalla poderosa grandiosità della Creazione di Adamo, ai moti turbinosi delle prime tre scene della Creazione, in cui Dio Padre appare come unico protagonista. Nel dipinto che raffigura la creazione del Sole e della Luna, Michelangelo si spinge a rappresentare particolari anatomici mai raffigurati nella precedente storia dell'arte. Anche le figure dei Profeti e delle Sibille crescono gradualmente in proporzioni e in pathos psicologico all'avvicinarsi all'altare, fino al furor divinatorio dell'enorme Giona.
Nell'insieme però le differenze stilistiche non si notano, grazie all'unificazione cromatica di tutto il ciclo, impostata a toni chiari e brillanti, come ha riscoperto l'ultimo restauro. È infatti soprattutto il colore a definire e modellare le forme, con effetti cangianti, diversi livelli di diluizione e con diversi gradi di finitezza (dalla perfetta finitezza delle cose in primo piano a uno sfumato opaco per quelle indietro), piuttosto che il ricorso alle tonalità scure d'ombra.